# Gatesville (Észak-Karolina)
Gatesville város az USA Észak-Karolina államában, Gates megyében, melynek megyeszékhelye is. Lakosainak száma 267 fő (2020. április 1.).

## Története
A Gatesville-t jelenleg magában foglaló terület eredetileg Bennetts Creek Landing néven volt ismert. 1779-től Gates Courthouse-nek nevezték, egészen 1830-ig, amikor Gatesville-ként bejegyezték. A várost Horatio Gatesről, az amerikai függetlenségi háború egyik parancsnokáról nevezték el.

## Népesség
A település népességének változása:
| Lakosok száma | 156  | 321  | 267  |
|               | 1870 | 2010 | 2020 |